# Шета
Ше́та (лит. Šėta) — местечко в Кедайнском районе Каунасского уезда в центральной Литве. Административный центр Шетского староства. Расположено на реке Обелис (приток Невежиса), в 17 км на восток от города Кедайняй. Население — 1025 жителей (2001).
Есть амбулатория, католический костёл Святой Троицы (выстроен в 1817 году взамен сгоревшего храма), дом культуры, почта, лесничество. Раньше работал сыродельный завод «Šėtos sūris».

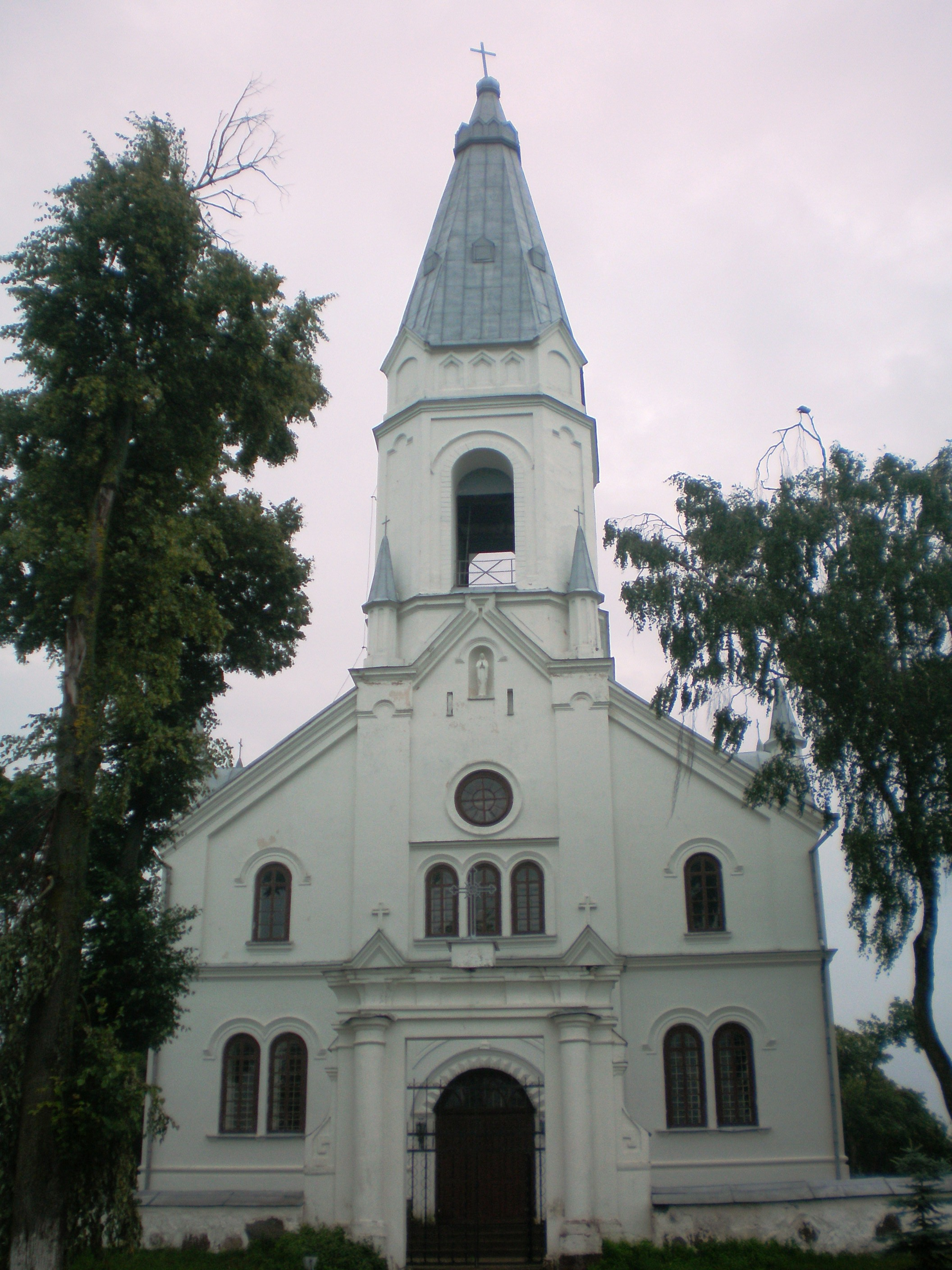
Шетский костёл